# Podotenus suberosus
Podotenus suberosus är en skalbaggsart som beskrevs av Blackburn 1904. Podotenus suberosus ingår i släktet Podotenus och familjen Aphodiidae. Inga underarter finns listade i Catalogue of Life.